# Fractional Orbital Bombardment System

Fractional Orbital Bombardment System

Fractional Orbital Bombardment System (kurz FOBS, abgekürzt vom Russischen Система частично-орбитального бомбометания) ist die ins Englische übersetzte Bezeichnung eines ehemaligen sowjetischen Flugkörpersystems mit partieller Umlaufbahn, das mit Hilfe einer Rakete einen nuklearen Sprengkopf in einer niedrigen Erdumlaufbahn vor seinem Einsatz parkte. Der Sprengkopf musste die erste kosmische Geschwindigkeit von rund 8 km/s (28.000 km/h) erreichen, wofür man antriebsstarke Interkontinentalraketen benötigt (siehe Weltraumwaffe).
Von der Umlaufbahn aus konnte jeder Punkt der Erde erreicht werden, über den die Flugbahn führt. Um ein Ziel anzusteuern, musste der Sprengkopf zu einem geeigneten Zeitpunkt abgebremst werden. 
FOBS wurde während des Kalten Krieges ab 1965 von der Sowjetunion mit der R-36-O-Rakete erprobt. Dabei wurden Sprengkopfattrappen von Baikonur aus Richtung Südpol gestartet. Sie wurden kurz vor Abschluss der ersten Umkreisung wieder abgebremst und schlugen auf einem Testgelände in Snamensk bei Astrachan auf.
Nach dem erfolgreichen Abschluss der Erprobungen wurden am 25. August 1969 die ersten FOBS-Raketen in Dienst gestellt. Insgesamt wurden in Baikonur 18 Startsilos für die R-36-O mit je einem Sprengkopf mit einer Sprengkraft von 1–3 Megatonnen errichtet. 
Im Gegensatz zu herkömmlichen ballistischen Trägersystemen, bei denen die Sprengköpfe nach dem Ausbrennen der Raketen einer Wurfparabel folgen und die Flugbahn somit einen hohen Scheitelpunkt aufweist, erscheint ein Sprengkopf auf einer niedrigen Umlaufbahn erst in einer vergleichsweise kurzen Entfernung zum Ziel über dessen Horizont. Deshalb beträgt die Zeitspanne zwischen Abbremsen und Zünden des Sprengkopfs im Zielgebiet nur wenige Minuten, sodass die Vorwarnzeit sehr gering ist. Dies führte später zum Verbot von FOBS-Waffensystemen durch den SALT-II-Vertrag. Ab 1982 wurden die Startanlagen außer Dienst gestellt. Die letzte R-36-O wurde im Februar 1983 entfernt, später wurden alle 18 Silos und die dazugehörige Ausrüstung vernichtet.